# Korbinian (Vorname)
Korbinian oder Corbinian ist ein alter deutscher männlicher Vorname, der vor allem in Bayern und im westlichen Österreich verbreitet ist.

## Herkunft und Bedeutung
Der Name stammt aus dem Lateinischen; corvus = Rabe. Vermutet wird ein Zusammenhang mit einer Ergänzung von Hraban (ebenfalls Rabe) um die Endung inianus, die im Westfränkischen gerne vorkam.

## Namenstag
- 8. September – Hl. Korbinian, sein mutmaßlicher Todestag
- 9. September – Hl. Korbinian (im Gebiet des Bistums Bozen-Brixen)
- 20. November – Hl. Korbinian (Überführung der Gebeine nach Freising), offizieller Gedenktag im deutschen Regionalkalender der katholischen Kirche, Hochfest im Erzbistum München und Freising

## Varianten
Corvin, Korvin, Korwin

## Namensträger

### Korbinian
- Korbinian (670/80–724/30), erster Bischof in Freising und Heiliger
- Korbinian, eigentlich Karl Fleischhut (1919–1980), Allgäuer Mundartdichter

- Korbinian Aigner (1885–1966), deutscher Pfarrer und Apfelexperte
- Korbinian Birnbacher (* 1967), deutsch-österreichischer Erzabt und Kirchenhistoriker
- Korbinian von Blanckenburg (* 1979), deutscher Volkswirt und Hochschullehrer
- Korbinian Brodmann (1868–1918), deutscher Neurologe und Psychiater
- Korbinian Burger (* 1995), deutscher Fußballspieler
- Korbinian Dufter (* 1988), deutscher Filmproduzent, Regisseur und Drehbuchautor
- Korbinian Frenzel (* 1978), deutscher Politologe und Journalist
- Korbinian Hamberger (* 1980), deutscher Drehbuchautor
- Korbinian Holzer (* 1988), deutscher Eishockeyspieler
- Korbinian Köberle (* 1924), deutscher Regisseur
- Korbinian Lechner (1902–1977), deutscher Schriftsteller, Journalist und Kreisheimatpfleger
- Korbinian Müller (* 1991), deutscher Fußballtorwart
- Korbinian von Prielmayr (1643–1707), kurbayerischer Staatsmann
- Korbinian Raschke (* 1992), deutscher Biathlet
- Korbinian Sertl (* 1993), deutscher Eishockeyspieler
- Korbinian Strimmer (* 1972), deutscher Statistiker
- Korbinian Vollmann (* 1993), deutscher Fußballspieler
- Korbinian Witting (* 1980), deutscher Eishockeyspieler

### Corbinian
- Pater Corbinian, eigentlich Stephan Steinberger (1833–1905), bayerischer Kapuziner und Bergsteiger
- Corbinian Böhm (* 1966), deutscher Bildhauer
- Corbinian Gärtner (1751–1824), österreichischer Geistlicher und Jurist
- Corbinian Hofmeister (1891–1966), deutscher Geistlicher und Widerstandskämpfer gegen den Nationalsozialismus
- Corbinian Khamm (1645–1730), deutscher Benediktinerpater
- Corbinian Lippl (* 1973), deutscher Regisseur und Drehbuchautor